# Louisburg (Észak-Karolina)
Louisburg város az USA Észak-Karolina államában. Lakosainak száma 3064 fő (2020. április 1.).

## Története
Louisburgot 1779-ben alapították, és XVI. Lajos francia király tiszteletére nevezték el, aki akkoriban az amerikai forradalmat támogatta.

## Népesség
A település népességének változása:

| 2010 | 3 359 |
| 2020 | 3 064 |